# Barkby
 (octobre 2023).
Pour l’article homonyme, voir Barkby Thorpe.
Barkby est une paroisse civile et un village du Leicestershire, en Angleterre.